# Palazzo dell'ex carcere (Castelbuono)
Il Palazzo dell'ex carcere di Castelbuono, oggi sede museale, si trova nel comune omonimo della città metropolitana di Palermo in Sicilia. Il complesso ospita il Museo del Risorgimento e la collezione "i Viaggi".

## Storia
Il palazzo, oggi sede museale e di alcuni locali amministrativi del Comune, in passato svolse varie funzioni.
Se inizialmente fu palazzo di città, ospitò in seguito la Banca di Corte e divenne poi carcere borbonico, funzione che conserverà fino agli anni 1960.

## Descrizione
All'ultimo piano della struttura si può ammirare la torre dell'orologio, che conserva un orologio meccanico del 1885 realizzato dalla Isidoro Sommaruga di Milano, ditta nota per aver vinto la medaglia di bronzo all'Esposizione universale di Parigi del 1878.

## Museo garibaldino e i Viaggi
Il Museo garibaldino e i Viaggi, inaugurato nel 2016, raccoglie tutta una serie di cimeli, quadri, documenti, armi, fotografie, litografie, lettere, libri e altri oggetti garibaldini donati dall'ex Sindaco di Castelbuono e ispettore onorario dell’assessorato ai Beni Culturali della Regione siciliana Francesco Romeo.
Il percorso di visita si articola per aree tematiche: "Viaggi e folklore", "Museo del Risorgimento", "Oggettistica di pregio" e "Torre dell'orologio".